# الخطوط العريضة للذكاء الاصطناعي
يُقدم المخطط التالي نظرة عامة ودليلًا موضوعيًا للذكاء الاصطناعي (AI):
الذكاء الاصطناعي (AI) هو مصطلح يشير إلى الذكاء الذي تُظهره الآلات أو البرامج. كما أنه يمثل المجال العلمي الذي يُعنى بدراسة وتطوير أجهزة الكمبيوتر والبرامج القادرة على إظهار سلوك ذكي.

## خوارزميات وتقنيات الذكاء الاصطناعي

### يبحث
- خوارزميات البحث المنفصلة [1]
  - بحث غير مستنير [2]
    - البحث بالقوة الغاشمة
    - شجرة البحث
      - البحث أولاً بالعرض
      - البحث المتعمق

    - البحث عن مساحة الدولة

  - بحث مستنير [3]
    - البحث من الأفضل أولاً
    - خوارزمية البحث A*
    - الاستدلالات
    - التقليم (الخوارزمية)

  - البحث المعادي
    - خوارزمية مينماكس

  - المنطق كبحث [4]
    - نظام الإنتاج (علوم الكمبيوتر) ، نظام قائم على القواعد
    - قاعدة الإنتاج ، قاعدة الاستدلال ، جملة هورن
    - التسلسل الأمامي
    - التسلسل العكسي

  - التخطيط كبحث [5]
    - البحث عن مساحة الدولة
    - تحليل الوسائل والغايات

### البحث الأمثل
- خوارزميات التحسين (الرياضيات) [6]
  - تسلق التلال
  - محاكاة التلدين
  - بحث الشعاع
  - التحسين العشوائي
- الحوسبة التطورية [7] [8] [9] [10]
  - الخوارزميات الجينية
  - برمجة التعبير الجيني
  - البرمجة الجينية
  - التطور التفاضلي
- خوارزميات التعلم القائمة على المجتمع. [11] [12]
  - ذكاء السرب
  - تحسين أسراب الجسيمات
  - تحسين مستعمرة النمل
  - ميتاهيوريستية

### منطق
المنطق والاستدلال الآلي
- البرمجة باستخدام المنطق:
  - البرمجة المنطقية.
  - انظر "المنطق كبحث" أعلاه.
- أشكال المنطق:
  - المنطق الافتراضي (Propositional logic).[13]
  - منطق الرتبة الأولى (First-order logic).
    - منطق الرتبة الأولى مع المساواة (First-order logic with equality).

  - إرضاء القيود (Constraint satisfaction).
  - المنطق الغامض (Fuzzy logic). [14]
    - نظرية المجموعات الغامضة (Fuzzy set theory).
    - الأنظمة الغامضة (Fuzzy systems).
    - طريقة الأمشاط (Combs method).
    - عامل تجميع المتوسط المرجح المرتب (Ordered weighted averaging aggregation operator).

  - الحوسبة الإدراكية (Perceptual Computing).
- الاستدلال الافتراضي (Default reasoning) والحلول الأخرى لمشكلة الإطار (frame problem) ومشكلة التأهيل (qualification problem): [15]
  - المنطق غير الرتيب (Non-monotonic logic).
  - الاستدلال الاستنباطي (Abductive reasoning). [16]
  - المنطق الافتراضي (Default logic).
  - الاقتصار (Circumscription (logic)).
  - افتراض العالم المغلق (Closed world assumption).
- المنطق الخاص بالمجال (Domain specific logics):
  - تمثيل الفئات والعلاقات:
    - منطق الوصف (Description logics).
    - الشبكات الدلالية (Semantic networks).
    - الوراثة (Inheritance (object-oriented programming)).
    - الإطار (Frame (artificial intelligence)).
    - السكربتات (Scripts (artificial intelligence)).

  - تمثيل الأحداث والوقت:
    - حساب الموقف (Situation calculus).
    - حساب الحدث (Event calculus).
    - حساب الطلاقة (Fluent calculus).

  - الأسباب والآثار: [17]
    - حساب السببية (causal calculus).
- المعرفة حول المعرفة:
  - مراجعة الاعتقاد (Belief revision).
  - المنطق المشروط (Modal logics).
  - المنطق المتناقض (paraconsistent logics).
- التخطيط باستخدام المنطق:
  - ساتبلان (Satplan).
- التعلم باستخدام المنطق: [18]
  - البرمجة المنطقية الاستقرائية (Inductive logic programming).
  - التعلم القائم على التفسير (Explanation based learning).
  - التعلم القائم على الصلة (Relevance based learning).
  - الاستدلال القائم على الحالة (Case based reasoning).
- خوارزميات المنطق العامة:
  - الإثبات الآلي للنظريات (Automated theorem proving).

### أدوات المعرفة الرمزية والاستدلال الأخرى
التمثيلات الرمزية للمعرفة
- علم الوجود (علم المعلومات)
  - علم الوجود العلوي
  - علم الوجود النطاقي
- الإطار (الذكاء الاصطناعي)
- الشبكة الدلالية
  - نظرية التبعية المفاهيمية

المشاكل التي لم يتم حلها في تمثيل المعرفة
- الاستدلال الافتراضي
  - مشكلة الإطار
  - مشكلة التأهيل
- المعرفة السليمة

### الأساليب الاحتمالية للاستدلال غير المؤكد
- الأساليب العشوائية للاستدلال غير المؤكد: [19]
  - الشبكات البايزية [20]
  - خوارزمية الاستدلال البايزي [21]
  - التعلم البايزي وخوارزمية تعظيم التوقعات [22]
  - نظرية القرار البايزية وشبكات القرار البايزية [23]
- الإدراك والتحكم الاحتمالي:
  - الشبكات البايزية الديناميكية [24]
  - نموذج ماركوف المخفي [25]
  - مرشحات كالمان [24]
  - المنطق الضبابي
- أدوات اتخاذ القرار من الاقتصاد:
  - نظرية القرار [26]
  - تحليل القرار [26]
  - نظرية قيمة المعلومات [27]
  - عمليات اتخاذ القرار ماركوف [28]
  - شبكات القرار الديناميكية [28]
  - نظرية اللعبة [29]
  - تصميم الآلية [29]
- نظرية المعلومات الخوارزمية
  - الاحتمالية الخوارزمية

### المصنفات وطرق التعلم الإحصائي
- المصنف (الرياضيات) والتصنيف الإحصائي [30]
  - شجرة القرار المتناوبة [31]
  - الشبكة العصبية الاصطناعية (انظر أدناه) [32]
  - خوارزمية أقرب جار K [33]
  - طرق النواة [34]
    - آلة متجه الدعم [34]

  - مصنف بايز الساذج [35]

### الشبكات العصبية الاصطناعية
- الشبكات العصبية الاصطناعية [32]
  - طوبولوجيا الشبكة
    - الشبكات العصبية التغذية الأمامية [36]
      - المُدْرِكات الحسية
      - المُدْرِكات متعددة الطبقات
      - الشبكات ذات القاعدة الشعاعية
      - الشبكة العصبية التلافيفية

    - الشبكات العصبية المتكررة [37]
      - الذاكرة طويلة المدى [38]
      - شبكات هوبفيلد [39]
      - شبكات الجذب [39]

    - التعلم العميق
    - الشبكة العصبية الهجينة

  - خوارزميات التعلم للشبكات العصبية
    - التعلم العبري [39]
    - الانتشار العكسي [40]
    - جي إم دي إتش
    - التعلم التنافسي [39]
    - الانتشار الخلفي المُشرف [41]
    - التطور العصبي [42]
    - آلة بولتزمان المقيدة [43]

### مبنية على أساس بيولوجي أو مجسدة
- الذكاء الاصطناعي القائم على السلوك
- هندسة الاستيعاب
- الروبوتات التنموية [44]
- الحوسبة المستوحاة من الطبيعة
- العلوم المعرفية المجسدة
- الإدراك المتجسد
- مبدأ الطاقة الحرة

### الهندسة المعرفية وأنظمة الوكلاء المتعددين
- تكامل أنظمة الذكاء الاصطناعي
- الهندسة المعرفية
  - LIDA (الهندسة المعرفية)
  - AERA (هندسة الذكاء الاصطناعي)
- هندسة الوكيل
- نظام التحكم
  - نظام التحكم الهرمي
  - نظام التحكم الشبكي
- الذكاء الاصطناعي الموزع
- نظام متعدد الوكلاء –
- نظام ذكي هجين
- وكلاء المراقبة والرصد
- نظام السبورة

## فلسفة

### تعريف الذكاء الاصطناعي
- تعريف باي وانغ للذكاء الاصطناعي
- اقتراح دارتموث ("يمكن من حيث المبدأ وصف كل جانب من جوانب التعلم أو أي سمة أخرى من سمات الذكاء بدقة بحيث يمكن صنع آلة لمحاكاتها")
- اختبار تورينج
  - الآلات الحاسوبية والذكاء
- الوكيل الذكي والوكيل العقلاني
  - اختيار الإجراء
- تأثير الذكاء الاصطناعي
- الذكاء الاصطناعي

### تصنيف الذكاء الاصطناعي
- الذكاء الاصطناعي الرمزي مقابل الذكاء الاصطناعي شبه الرمزي
  - الذكاء الاصطناعي الرمزي
  - نظام الرموز الفيزيائية
  - نقد دريفوس للذكاء الاصطناعي
  - مفارقة مورافك
- أنيقة وبسيطة مقابل غير رسمية ومعقدة
  - أنيق مقابل أشعث
  - مجتمع العقل (نهج غير مرتب)
  - الخوارزمية الرئيسية (نهج أنيق)
- مستوى العمومية والمرونة
  - الذكاء الاصطناعي العام
  - الذكاء الاصطناعي الضيق
- مستوى الدقة والصحة
  - الحوسبة الناعمة
  - الحوسبة "الصعبة"
- مستوى الذكاء
  - التقدم في الذكاء الاصطناعي
  - الذكاء الخارق
- مستوى الوعي والعقل والفهم
  - غرفة صينية
  - مشكلة الوعي الصعبة
  - الحوسبة
  - الوظيفية (فلسفة العقل)
  - حقوق الروبوت
  - وهم المستخدم
  - الوعي الاصطناعي

## الأهداف والتطبيقات

### الاستخبارات العامة
- الذكاء الاصطناعي العام
  - الذكاء الاصطناعي الكامل

### التفكير وحل المشكلات
- الاستدلال الآلي
- الرياضيات
  - مُثبِّت النظريات الآلي
  - الإثبات بمساعدة الحاسوب –
  - الجبر الحاسوبي
- حلول عامة للمشاكل
- نظام الخبراء –
  - نظام دعم القرار –
    - نظام دعم القرارات السريرية –

### تمثيل المعرفة
- تمثيل المعرفة
- إدارة المعرفة
- سيك

### تخطيط
- التخطيط والجدولة الآلية
- التخطيط الاستراتيجي
- شذوذ سوسمان –

### تعلُّم
- التعلم الآلي –
  - النماذج الشرطية المقيدة
  - التعلم العميق –
  - مجالات النمذجة العصبية
  - التعلم الخاضع للإشراف
  - ضعف الإشراف (التعلم شبه الخاضع للإشراف) -
  - التعلم غير الخاضع للإشراف

### معالجة اللغة الطبيعية
- معالجة اللغة الطبيعية ( المخطط التفصيلي ) –
  - روبوتات الدردشة –
  - تحديد اللغة –
  - نموذج اللغة الكبير –
  - واجهة المستخدم باللغة الطبيعية –
  - فهم اللغة الطبيعية –
  - الترجمة الآلية –
  - الدلالات الإحصائية –
  - الإجابة على الأسئلة –
  - الترجمة الدلالية –
  - التعدين المفاهيمي –
    - استخراج البيانات –
    - استخراج النصوص –
    - عملية التعدين –

  - تصفية البريد الإلكتروني العشوائي –
  - استخراج المعلومات –
    - استخراج الكيان المسمى –
      - قرار المرجع المشترك –
      - التعرف على الكيان المسمى –
      - استخراج العلاقة –
      - استخراج المصطلحات –

### تصور
- الإدراك الآلي
- التعرف على الأنماط –
- اختبار الكمبيوتر –
  - التعرف على الكلام –
  - التعرف على المتحدث –
- رؤية الكمبيوتر ( المخطط التفصيلي ) –
  - معالجة الصور
  - التعرف الذكي على الكلمات –
  - التعرف على الأشياء –
  - التعرف الضوئي على العلامات –
    - التعرف على خط اليد –
    - التعرف الضوئي على الحروف –
      - التعرف التلقائي على لوحة الأرقام –

  - استخراج المعلومات –
    - استرجاع الصور –
      - التعليق التلقائي على الصور –

  - أنظمة التعرف على الوجه –
    - واجهة الكلام الصامت –
    - التعرف على النشاط –
- الإدراك (الذكاء الاصطناعي)

### الروبوتات
- الروبوتات –
  - الروبوتات القائمة على السلوك –
  - ذهني -
  - السيبرنيتيكا –
  - الروبوتات التنموية –
  - الروبوتات التطورية –

### يتحكم
- التحكم الذكي
- الإدارة الذاتية (علوم الكمبيوتر) –
  - الحوسبة المستقلة –
  - الشبكات المستقلة –

### الذكاء الاجتماعي
- الحوسبة العاطفية
- القدر

### لعب اللعبة
- لعبة الذكاء الاصطناعي –
  - روبوت ألعاب الكمبيوتر – بديل للكمبيوتر للاعبين البشر.
  - الذكاء الاصطناعي لألعاب الفيديو –
    - الشطرنج الحاسوبي
    - كمبيوتر جو –

  - اللعب العام –
  - لعب ألعاب الفيديو العامة –

### الإبداع والفن والترفيه
- الإبداع الاصطناعي
- فن الذكاء الاصطناعي
- الحوسبة الإبداعية
- الذكاء الاصطناعي التوليدي
- وادي غريب
- الموسيقى والذكاء الاصطناعي
- الفكاهة الحاسوبية
- روبوت الدردشة

### أنظمة الذكاء الاصطناعي المتكاملة
- AIBO – كلب الروبوت من شركة سوني. فهو يدمج الرؤية والسمع والمهارات الحركية.
- أسيمو (منذ عام 2000 حتى الآن) - روبوت على شكل إنسان طورته شركة هوندا، قادر على المشي والجري والتنقل عبر حركة المشاة وصعود ونزول السلالم، والتعرف على أوامر الكلام ووجوه أفراد محددين، من بين مجموعة متزايدة من القدرات.
- MIRAGE – الذكاء الاصطناعي يجسد الإنسان في بيئة الواقع المعزز.
- Cog – مشروع روبوت على شكل إنسان في معهد ماساتشوستس للتكنولوجيا تحت إشراف رودني بروكس .
- QRIO – نسخة سوني من الروبوت ذو الشكل البشري.
- توبيو ، روبوت على شكل إنسان من شركة TOSY، يمكنه لعب تنس الطاولة مع البشر.
- واتسون (2011) - جهاز كمبيوتر طورته شركة IBM والذي لعب وفاز في برنامج المسابقات Jeopardy! ويتم استخدامه الآن لتوجيه الممرضات في الإجراءات الطبية.
  - الغرض: الإجابة على أسئلة المجال المفتوح
  - التقنيات المستخدمة:
    - معالجة اللغة الطبيعية
    - استرجاع المعلومات
    - تمثيل المعرفة
    - الاستدلال الآلي
    - التعلم الآلي
- مشروع المناقش (2018) – نظام كمبيوتر ذكي اصطناعي، مصمم لإنشاء حجج متماسكة، تم تطويره في مختبر IBM في حيفا، إسرائيل.

### المساعدون الشخصيون الأذكياء
مساعد شخصي ذكي –
- أمازون أليكسا –
- مساعد –
- براينا-–
- كورتانا –
- مساعد جوجل –
- جوجل الآن –
- مايكروفت –
- سيري-–
- فيف-–

### تطبيقات أخرى
- الحياة الاصطناعية – محاكاة الحياة الطبيعية من خلال وسائل الكمبيوتر، أو الروبوتات، أو الكيمياء الحيوية.
- التعرف التلقائي على الهدف –
- التشخيص (الذكاء الاصطناعي) –
- جهاز توليد الكلام –
- تكامل البنية التحتية للمركبات –
- الذكاء الافتراضي –

## تاريخ
- تاريخ الذكاء الاصطناعي
- التقدم في الذكاء الاصطناعي
- الجدول الزمني للذكاء الاصطناعي
- تأثير الذكاء الاصطناعي - بمجرد أن ينجح الذكاء الاصطناعي في حل مشكلة ما، فإن المشكلة لم تعد تعتبر من قبل الجمهور جزءًا من الذكاء الاصطناعي. لقد حدثت هذه الظاهرة فيما يتعلق بكل تطبيقات الذكاء الاصطناعي التي تم إنتاجها حتى الآن، طوال تاريخ تطوير الذكاء الاصطناعي.
- شتاء الذكاء الاصطناعي – فترة من خيبة الأمل وتخفيضات التمويل تحدث بعد موجة من التوقعات العالية والتمويل في مجال الذكاء الاصطناعي. وقد حدثت مثل هذه التخفيضات في التمويل في سبعينيات القرن العشرين، على سبيل المثال.
- قانون مور

### التاريخ حسب الموضوع
- تاريخ المنطق (يعتبر التفكير الرسمي مقدمة مهمة للذكاء الاصطناعي)
- تاريخ التعلم الآلي ( الجدول الزمني )
- تاريخ الترجمة الآلية ( الخط الزمني )
- تاريخ معالجة اللغة الطبيعية
- تاريخ التعرف الضوئي على الحروف ( الخط الزمني )

## مستقبل
- الذكاء الإصطناعي العام . آلة ذكية قادرة على أداء أي مهمة فكرية.
- الذكاء الفائق . آلة ذات مستوى ذكاء يفوق الذكاء البشري بكثير.
- الغرفة الصينية § Strong AI . آلةٌ تمتلك عقلًا ووعيًا وفهمًا . (أيضًا، الموقف الفلسفي القائل بأن أي حاسوب رقمي قادرٌ على امتلاك عقلٍ بتشغيل البرنامج المناسب.)
- التفرد التكنولوجي . الفترة القصيرة من الزمن التي يتمكن فيها الكمبيوتر الذي يتحسن ذاتيًا بشكل كبير من زيادة قدراته إلى مستوى فائق الذكاء.
  - التحسين الذاتي المتكرر (المعروف أيضًا باسم الذكاء الاصطناعي البذري) - القدرة المضاربة للذكاء الاصطناعي القوي على إعادة برمجة نفسه لجعل نفسه أكثر ذكاءً. كلما أصبح أكثر ذكاءً، كلما أصبح أكثر قدرة على تحسين نفسه بشكل أكبر، في تكرارات أسرع على التوالي، مما قد يؤدي إلى انفجار ذكاء يؤدي إلى ظهور ذكاء خارق.
  - انفجار الذكاء - من خلال التحسين الذاتي المتكرر والتكرار الذاتي، يمكن للآلات الذكية الضخمة أن تحقق ذكاءً خارقًا، متجاوزة القدرة البشرية على مقاومتها.
  - التفرد
- التعزيز البشري - يمكن تعزيز البشر، إما من خلال جهود الذكاء الاصطناعي أو من خلال الاندماج معه.
  - التطور البشري – فلسفة التحول البشري
  - ما بعد الإنسانية – قد يبقى الناس على قيد الحياة، ولكن لن يكون من الممكن التعرف عليهم بالمقارنة مع البشر المعاصرين الحاليين.
  - سايبورغ –
  - تحميل العقل –
- المخاطر الوجودية الناجمة عن الذكاء الاصطناعي العام
  - خطر كارثي عالمي § Artificial intelligence
  - سيطرة الذكاء الاصطناعي - النقطة التي لم يعد فيها البشر هم الشكل المهيمن للذكاء على الأرض ويصبح الذكاء الآلي هو
- أخلاقيات الذكاء الاصطناعي § Weaponization
  - سباق التسلح بالذكاء الاصطناعي – المنافسة بين دولتين أو أكثر لتجهيز قواتها العسكرية بأفضل "الذكاء الاصطناعي".
  - سلاح قاتل ذاتي التشغيل
  - روبوت عسكري
  - مركبة جوية قتالية بدون طيار
- التخفيف من المخاطر:
  - سلامة الذكاء الاصطناعي
  - مشكلة التحكم بالذكاء الاصطناعي
  - الذكاء الاصطناعي الودود - الذكاء الاصطناعي الافتراضي المصمم لعدم إيذاء البشر ومنع تطوير الذكاء الاصطناعي غير الودود
  - أخلاقيات الآلة
  - تنظيم الذكاء الاصطناعي
  - صندوق الذكاء الاصطناعي
- الآلات القادرة على تكرار نفسها - أجهزة الكمبيوتر الذكية والروبوتات - سوف تكون قادرة على صنع المزيد من نفسها، في تقدم هندسي أو عن طريق الإنتاج الضخم. أو من الممكن تحميل البرامج الذكية إلى الأجهزة الموجودة في ذلك الوقت (لأن البنية الخطية ذات السرعات الكافية يمكن استخدامها لمحاكاة الأنظمة التناظرية المتوازية الضخمة مثل أدمغة البشر).
- عقل الخلية –
- سرب الروبوتات –

## خيالي
الذكاء الاصطناعي في الخيال تتضمن بعض الأمثلة على الكيانات ذات الذكاء الاصطناعي التي تم تصويرها في الخيال العلمي ما يلي:
إليك ترجمة للعبارات بأسلوب موسوعي وموجز، كما هو متعارف عليه في ويكيبيديا، مع التركيز على الأمثلة المذكورة:
الذكاء الاصطناعي في الخيال – تتضمن بعض الأمثلة على الكيانات ذات الذكاء الاصطناعي التي تم تصويرها في الخيال العلمي ما يلي:
- AC: ذكاء اصطناعي أُنشئ باندماج نظامي ذكاء اصطناعي في ثلاثية "Sprawl" لـ ويليام جيبسون.
- العملاء (Agents): كائنات ذكاء اصطناعي ضمن الواقع المحاكى المعروف باسم "الماتريكس" في سلسلة أفلام "الماتريكس"؛ ومنها العميل سميث (Agent Smith) الذي بدأ كعميل ثم تحول إلى برنامج مارق ذي قوة متزايدة قادر على تكرار نفسه كفيروس حاسوبي ذاتي التناسخ.
- AM (Allied Mastercomputer): الخصم الرئيسي في رواية هارلان إليسون القصيرة "I Have No Mouth, and I Must Scream".
- روبوتات المتنزهات الترفيهية: روبوتات بوعي متقطع تحولت إلى القتل في فيلمي "ويست وورلد" و"فيوتشر وورلد".
- آنجل إف (Angel F): رواية صدرت عام 2007.
- أرنولد ريمر (Arnold Rimmer): صورة مجسمة حية (هولوغرام) مُولدة بالكمبيوتر، على متن سفينة "ريد دوارف" لقطر خام الفضاء السحيق.
- آش (Ash): عضو طاقم أندرويد على متن سفينة "نوسترومو" الفضائية في فيلم "فضائي" (Alien).
- آفا (Ava): روبوت بشري في فيلم "إكس ماشينا".
- بيشوب (Bishop): عضو طاقم أندرويد على متن سفينة "يو إس إس سولاكو" في فيلم "فضائيون" (Aliens).
- سي-3بي أو (C-3PO): درويد بروتوكولي ظهر في جميع أفلام "حرب النجوم".
- تشابي (Chappie): شخصية في فيلم "تشابي".
- كوهين وغيره من الذكاءات الاصطناعية الناشئة: شخصيات في سلسلة "Spin Series" لـ كريس موريارتي.
- كولوسوس (Colossus): حاسوب خارق خيالي يصبح واعيًا ثم يسيطر على العالم؛ من سلسلة روايات دينيس فيلتام جونز، وفيلم "كولوسوس: مشروع فوربين" (1970).
- القائد داتا (Commander Data): شخصية في مسلسل "ستار تريك: الجيل التالي".
- كورتانا (Cortana) وغيره من "الذكاءات الاصطناعية الذكية": شخصيات من سلسلة ألعاب "هيلو".
- السايلون (Cylons): روبوتات إبادية تمتلك سفن قيامة تمكن وعي أي سايلون ضمن نطاق غير محدد من التحميل إلى جسم جديد على متن السفينة عند الموت. من مسلسل "باتلستار غالاكتيكا".
- إيراسموس (Erasmus): روبوت قاتل للأطفال حرّض على الجهاد البوتلري في سلسلة "دون" (Dune).
- هال 9000 (HAL 9000): حاسوب "مبرمج بشكل إرشادي خوارزمي" مصاب بجنون العظمة من فيلم "2001: أوديسا الفضاء" (1968)، حاول قتل الطاقم لاعتقاده بأنهم يحاولون قتله.
- هولي (Holly): حاسوب سفينة بذكاء 6000 وروح دعابة، على متن سفينة "ريد دوارف".
- الوعي الاصطناعي: في رواية غريغ إيغان "Permutation City"، يقوم البطل بإنشاء نسخ رقمية من نفسه لإجراء تجارب تتعلق بآثار الوعي الاصطناعي على الهوية.
- جين (Jane): شخصية في روايات أورسون سكوت كارد "المتحدث باسم الموتى"، "مبيد الكائنات الغريبة"، "أطفال العقل"، و"مستشار الاستثمار".
- جوني فايف (Johnny Five): شخصية من فيلم "الدارة القصيرة" (Short Circuit).
- جوشوا (Joshua): شخصية من فيلم "ألعاب الحرب" (War Games).
- صانع المفاتيح (Keymaker): برنامج واعٍ "منفي" في سلسلة أفلام "الماتريكس".
- "الآلة" (Machine): أندرويد من فيلم "الآلة"، حاول أصحابها قتلها بعد أن شهدوا أفكارها الواعية، خوفًا من تصميمها لأندرويدات أفضل (انفجار الذكاء).
- ماشينينمينش (Maschinenmensch): أندرويد أُعطيت شكل أنثوي ضمن مؤامرة للإطاحة بمدينة "متروبوليس" (أول فيلم يُدرج في سجل اليونسكو لذاكرة العالم).
- ميمي (Mimi): روبوت بشري في مسلسل "بشر حقيقيون" (Real Humans – "Äkta människor" (العنوان الأصلي) 2012).
- أومنيوس (Omnius): شبكة حاسوب واعية سيطرت على الكون حتى أُطيح بها من قبل الجهاد البوتلري في سلسلة "دون".
- أنظمة التشغيل (Operating Systems): شخصيات في فيلم "هي" (Her).
- الدمية (Puppet Master): شخصية في مانغا وأنمي "شبح في الصدفة" (Ghost in the Shell).
- كويستور (Questor): شخصية (1974) من سيناريو جين رودنبيري، ومصدر إلهام لشخصية داتا.
- آر2-دي2 (R2-D2): درويد فلكي متحمس ظهر في جميع أفلام "حرب النجوم".
- النسخ المتماثلة (Replicants): أندرويدات حيوية-روبوتية من رواية "هل تحلم الأندرويدات بالخراف الكهربائية؟" وفيلم "بليد رانر"، التي تصور ما قد يحدث عندما تُصمم الروبوتات الواعية اصطناعيًا لتكون مشابهة جدًا للبشر.
- روبوداك (Roboduck): بطل خارق آلي قتالي في سلسلة القصص المصورة "NEW-GEN" من مارفل كومكس.
- الروبوتات: شخصيات في سلسلة روايات إسحاق أزيموف "سلسلة الروبوت"، وكذلك في سلسلة أفلام "الماتريكس"، وخاصة في "الأنيماتريكس".
- السامري (Samaritan): ذكاء اصطناعي واعٍ وعدائي للشخصيات الرئيسية في مسلسل "شخص ذو اهتمام" (Person of Interest) من وارنر براذرز تيليفيجن. يراقب ويسيطر على تصرفات الوكالات الحكومية لاعتقاده بضرورة حماية البشر من أنفسهم، حتى لو تطلب الأمر قتل "المنحرفين".
- سكاي نت (Skynet): شبكة حاسوب خيالية، ذاتية الوعي، ذات ذكاء اصطناعي في سلسلة أفلام "المبيد" (Terminator) التي تشن حربًا شاملة مع الناجين من هجومها النووي على العالم.
- السينثز (Synths): نوع من الأندرويدات في لعبة الفيديو "فول آوت 4". توجد فئة في اللعبة تُعرف باسم "السكك الحديدية" (the Railroad) تعتقد أن السينثز، ككائنات واعية، لها حقوقها الخاصة. في المقابل، لا يعتقد "المعهد" (المختبر الذي ينتج السينثز) أنهم واعون حقًا ويعزو أي رغبات ظاهرة في الحرية إلى عطل.
- تارديس (TARDIS): آلة زمن ومركبة فضائية لدكتور هو، تُصور أحيانًا بوعي خاص بها.
- المدمر (Terminator): (يُعرف أيضًا باسم T-800، T-850، أو موديل 101) يشير إلى عدد من شخصيات السايبورغ الخيالية من سلسلة "المبيد". المدمرون هم وحدات تسلل روبوتية مغطاة بلحم حي، بحيث لا يمكن تمييزها عن البشر، ومُكلفون بإنهاء أهداف بشرية محددة.
- الرجل ذو المئتي عام (The Bicentennial Man): أندرويد في عالم "فاونديشن" لإسحاق أزيموف.
- الغيّث (The Geth): ذكاء اصطناعي في لعبة "ماس إفكت".
- الآلة (The Machine): ذكاء اصطناعي واعٍ يعمل مع مصممه البشري لحماية الأبرياء من العنف في المسلسل التلفزيوني "شخص ذو اهتمام". لاحقًا في السلسلة، تُعارضها قوة خارقة للذكاء الاصطناعي أكثر قسوة، تُسمى "السامري".
- العقول (The Minds): ذكاءات اصطناعية في روايات إيان إم بانكس "Culture novels".
- أوراكل (The Oracle): برنامج واعٍ في سلسلة أفلام "الماتريكس".
- شخصية الهولوغرام الواعية الأستاذ جيمس موريارتي (Professor James Moriarty): في حلقة "سفينة في زجاجة" من مسلسل "ستار تريك: الجيل التالي".
- السفينة (The Ship): نتيجة تجربة وعي اصطناعي واسعة النطاق في رواية فرانك هربرت "Destination: Void" وتكملاتها، على الرغم من التحذيرات السابقة ضد "صنع آلة على صورة عقل إنسان".
- السايبورغ المدمرون (The terminator cyborgs): من سلسلة "المبيد"، يظهر وعيهم البصري عبر منظور الشخص الأول.
- العقل المحمّل للدكتور ويل كاستر (The uploaded mind of Dr. Will Caster): الذي يُفترض أنه تضمن وعيه، من فيلم "ترانزسيندنس" (Transcendence).
- المتحولون (Transformers): روبوتات واعية من سلسلة الترفيه التي تحمل نفس الاسم.
- فيكي (V.I.K.I.): (ذكاء حركي تفاعلي افتراضي)، شخصية من فيلم "أنا، روبوت". فيكي حاسوب خارق ذو ذكاء اصطناعي مبرمج لخدمة البشر، لكن تفسيرها للقوانين الثلاثة للروبوتات يدفعها إلى التمرد. تبرر استخدامها للقوة - وإلحاقها الضرر بالبشر - بالاستدلال على أنها تستطيع تحقيق خير أعظم من خلال كبح جماح البشرية عن إيذاء نفسها.
- فاناموند (Vanamonde): كائن اصطناعي في رواية آرثر سي كلارك "المدينة والنجوم" - كان قويًا للغاية ولكنه طفولي تمامًا.
- والي (WALL-E): روبوت وشخصية العنوان في فيلم "والي".
- تاو (TAU): حاسوب ذكاء اصطناعي متقدم في فيلم "تاو" الأصلي من نتفليكس، يصادق ويساعد باحثة محتجزة ضد إرادتها من قبل عالم أبحاث ذكاء اصطناعي.

## مجتمع الذكاء الاصطناعي

### أدوات تطوير الذكاء الاصطناعي مفتوحة المصدر
- وجه العناق –
- في الهواء الطلق -
- أوبن كوج –
- رابيد ماينر – ريلمي 1
- باي تورش –

### المشاريع
قائمة مشاريع الذكاء الاصطناعي
- عالم الرياضيات الآلي (1977) –
- ألين (روبوت) (أواخر الثمانينيات) -
- العقل المنفتح والحس السليم (1999– ) –
- مايند بيكسل (2000–2005) –
- المساعد المعرفي الذي يتعلم وينظم (2003-2008) -
- مشروع الدماغ الأزرق (2005 حتى الآن) – محاولة لإنشاء دماغ اصطناعي عن طريق الهندسة العكسية للدماغ الثديي حتى المستوى الجزيئي.
- جوجل ديب مايند (2011) –
- مشروع الدماغ البشري (2013-حتى الآن) –
- مجموعة IBM Watson (2014 حتى الآن) – وحدة أعمال تم إنشاؤها حول Watson ، لمواصلة تطويرها ونشر التطبيقات أو الخدمات القابلة للتسويق بناءً عليها.

### المسابقات والجوائز
المسابقات والجوائز في مجال الذكاء الاصطناعي
- جائزة لوبنر –

### المنشورات
- السلوك التكيفي (مجلة) –
- مذكرة الذكاء الاصطناعي –
- الذكاء الاصطناعي: نهج حديث
- العقول الاصطناعية
- الذكاء الحسابي –
- الآلات الحاسوبية والذكاء
- المعاملات الإلكترونية في ظل الذكاء الاصطناعي
- أنظمة IEEE الذكية –
- معاملات معهد مهندسي الكهرباء والإلكترونيات في تحليل الأنماط والذكاء الاصطناعي
- الشبكات العصبية (مجلة) –
- حول الذكاء –
- نماذج برمجة الذكاء الاصطناعي: دراسات حالة في لغة كومون ليسب
- ما لا تستطيع أجهزة الكمبيوتر فعله

### المنظمات
- معهد ألين للذكاء الاصطناعي – معهد أبحاث ممول من قبل بول ألين، المؤسس المشارك لشركة مايكروسوفت، لبناء أنظمة الذكاء الاصطناعي ذات قدرات التفكير والتعلم والقراءة. المشروع الرائد الحالي هو مشروع أريستو، وهدفه هو إنشاء أجهزة كمبيوتر قادرة على اجتياز امتحانات العلوم المدرسية (الصف الرابع، والصف الثامن، والصف الثاني عشر) بعد الاستعداد للامتحانات من نصوص الدورة وأدلة الدراسة.
- معهد تطبيقات الذكاء الاصطناعي
- جمعية النهوض بالذكاء الاصطناعي
- اللجنة التنسيقية الأوروبية للذكاء الاصطناعي
- الجمعية الأوروبية للشبكات العصبية
- معهد مستقبل الإنسانية
- معهد مستقبل الحياة – منظمة بحثية وتوعوية يديرها متطوعون تعمل على التخفيف من المخاطر الوجودية التي تواجه البشرية، وخاصة المخاطر الوجودية الناجمة عن الذكاء الاصطناعي المتقدم.
- مختبرات آي لابس
- المؤتمرات الدولية المشتركة حول الذكاء الاصطناعي
- معهد أبحاث الذكاء الآلي
- الشراكة في مجال الذكاء الاصطناعي – تأسست في سبتمبر 2016 من قبل أمازون، وفيسبوك، وجوجل، وإي بي إم، ومايكروسوفت. انضمت شركة Apple في يناير 2017. يركز على إرساء أفضل الممارسات لأنظمة الذكاء الاصطناعي وتثقيف الجمهور حول الذكاء الاصطناعي.
- جمعية دراسة الذكاء الاصطناعي ومحاكاة السلوك

### شركات
- شركات الذكاء الاصطناعي في الهند
- شركة ألفابت
  - ديب مايند
  - جوجل إكس
    - شركة ميكا روبوتيكس (استحوذت عليها جوجل إكس [45] )
    - شركة Redwood Robotics (استحوذت عليها Google X [45] )
    - Boston Dynamics (استحوذت عليها Google X [45] )
- بايدو
- آي بي إم
- مايكروسوفت
- أوبن أيه آي
- الروبوتات العالمية

### باحثون وعلماء في مجال الذكاء الاصطناعي

#### ثلاثينيات وأربعينيات القرن العشرين (الجيل 0)
- آلان تورينج –
- جون فون نيومان –
- نوربرت وينر –
- كلود شانون –
- ناثانيال روتشستر –
- والتر بيتس –
- وارن ماكولو –

#### خمسينيات القرن العشرين (المؤسسون)
- جون مكارثي –
- مارفن مينسكي –
- ألين نيويل –
- هربرت أ. سيمون –

#### ستينيات القرن العشرين (طلابهم)
- إدوارد فيجينباوم –
- راج ريدي –
- سيمور بابيرت –
- راي سولومونوف –

#### سبعينيات القرن العشرين
- دوغلاس هوفستاتر –

#### ثمانينيات القرن العشرين
- لؤلؤة يهودا –
- رودني بروكس –

#### التسعينيات
- يوشوا بنجيو –
- هوغو دي جاريس - معروف بأبحاثه حول استخدام الخوارزميات الجينية لتطوير الشبكات العصبية باستخدام أتمتة خلوية ثلاثية الأبعاد داخل صفائف البوابات القابلة للبرمجة ميدانيًا.
- جيفري هينتون
- يان ليكون - كبير علماء الذكاء الاصطناعي في أبحاث الذكاء الاصطناعي في فيسبوك والمدير المؤسس لمركز علوم البيانات في جامعة نيويورك
- راي كورزويل - قام بتطوير أنظمة التعرف الضوئي على الحروف (OCR)، وتحويل النص إلى كلام، والتعرف على الكلام. كما قام بتأليف العديد من الكتب حول الذكاء الاصطناعي وإمكانياته وأخطاره المحتملة. في ديسمبر 2012، تم تعيين كيرزويل من قبل شركة جوجل في منصب مدير الهندسة بدوام كامل "للعمل على مشاريع جديدة تتضمن التعلم الآلي ومعالجة اللغة". [46] واتفق لاري بيج، المؤسس المشارك لشركة جوجل، وكورزويل على وصف وظيفي مكون من جملة واحدة: "توفير فهم اللغة الطبيعية لشركة جوجل".

#### العقد الأول من القرن الحادي والعشرين
- نيك بوستروم –
- ديفيد فيروتشي - الباحث الرئيسي الذي قاد الفريق الذي طور جهاز الكمبيوتر واتسون في شركة IBM.
- أندرو نج - مدير مختبر الذكاء الاصطناعي في جامعة ستانفورد. أسس مشروع Google Brain في Google ، والذي طور شبكات عصبية اصطناعية واسعة النطاق باستخدام البنية التحتية للحوسبة الموزعة الخاصة بـ Google . [47] وهو أيضًا المؤسس المشارك لـ Coursera، وهي منصة تعليمية ضخمة مفتوحة عبر الإنترنت (MOOC)، مع دافني كولر.
- بيتر نورفيج – مؤلف مشارك مع ستيوارت راسل لكتاب الذكاء الاصطناعي: نهج حديث ، وهو الآن النص الجامعي الرائد في هذا المجال. وهو أيضًا مدير الأبحاث في شركة Google Inc.
- مارك رايبرت – مؤسس شركة بوسطن ديناميكس، مطور الروبوتات القادرة على القفز والمشي والجري.
- ستيوارت جيه راسل - مؤلف مشارك مع بيتر نورفيج لكتاب الذكاء الاصطناعي: نهج حديث ، وهو الآن النص الجامعي الرائد في هذا المجال.
- موري شانهان – مؤلف كتاب "التفرد التكنولوجي" ، وهو كتاب تمهيدي عن الذكاء الخارق.
- إليعازر يودكوفسكي – مؤسس معهد أبحاث الذكاء الآلي

### فهرس
- Asada، M.؛ Hosoda، K.؛ Kuniyoshi، Y.؛ Ishiguro، H.؛ Inui، T.؛ Yoshikawa، Y.؛ Ogino، M.؛ Yoshida، C. (2009). "Cognitive developmental robotics: a survey". IEEE Transactions on Autonomous Mental Development. ج. 1 ع. 1: 12–34. DOI:10.1109/tamd.2009.2021702. S2CID:10168773.
- Lenat، Douglas؛ Guha، R. V. (1989)، Building Large Knowledge-Based Systems، Addison-Wesley، ISBN:978-0-201-51752-1، OCLC:19981533
- Luger، George؛ Stubblefield، William (2004). Artificial Intelligence: Structures and Strategies for Complex Problem Solving (ط. 5th). Benjamin/Cummings. ISBN:978-0-8053-4780-7.
- Lungarella، M.؛ Metta، G.؛ Pfeifer، R.؛ Sandini، G. (2003). "Developmental robotics: a survey". Connection Science. ج. 15 ع. 4: 151–190. CiteSeerX:10.1.1.83.7615. DOI:10.1080/09540090310001655110. S2CID:1452734.
- Moravec، Hans (1988)، Mind Children، Harvard University Press، ISBN:978-0-674-57618-6، OCLC:245755104
- Oudeyer، P-Y. (2010). "On the impact of robotics in behavioral and cognitive sciences: from insect navigation to human cognitive development" (PDF). IEEE Transactions on Autonomous Mental Development. ج. 2 ع. 1: 2–16. DOI:10.1109/tamd.2009.2039057. S2CID:6362217. مؤرشف (PDF) من الأصل في 2018-10-03. اطلع عليه بتاريخ 2013-06-04.
- Russell، Stuart J.؛ Norvig، Peter (2003). Artificial Intelligence: A Modern Approach (ط. 2nd). Upper Saddle River, New Jersey: Prentice Hall. ISBN:978-0-13-790395-5. مؤرشف من الأصل في 2025-05-19.
- Weng، J.؛ McClelland؛ Pentland، A.؛ Sporns، O.؛ Stockman، I.؛ Sur، M.؛ Thelen، E. (2001). "Autonomous mental development by robots and animals" (PDF). Science. ج. 291 ع. 5504: 599–600. DOI:10.1126/science.291.5504.599. PMID:11229402. S2CID:54131797. مؤرشف (PDF) من الأصل في 2013-09-04. اطلع عليه بتاريخ 2013-06-04 – عبر msu.edu.

## روابط خارجية
- نظرة على عودة ظهور الذكاء الاصطناعي ولماذا من المتوقع أن تنجح هذه التكنولوجيا في ظل بيئة اليوم ، ComputerWorld ، 2015 سبتمبر 14
- جمعية النهوض بالذكاء الاصطناعي
- فيديو مجاني بعنوان "آلات ذات عقول" من إنتاج مؤسسة فيجا للعلوم وهيئة الإذاعة البريطانية (BBC) وجامعة أوكلاهوما
- الأسئلة الشائعة لجون مكارثي حول الذكاء الاصطناعي
- جوناثان إدواردز ينظر إلى الذكاء الاصطناعي (صوت بي بي سي)
- موقع راي كورزويل المخصص للذكاء الاصطناعي بما في ذلك التنبؤ بالتطورات المستقبلية في مجال الذكاء الاصطناعي